# Eloy Fritsch
Eloy Fernando Fritsch (1968 - ) compositor brasileiro de música eletrônica e tecladista de rock progressivo do grupo Apocalypse. Em seu projeto de música eletrônica instrumental, Fritsch compõe new age, space music e progressivo eletrônico com influências de Vangelis, Jean-Michel Jarre, Tomita e Rick Wakeman. Utilizando um grande arsenal de sintetizadores, incluindo o minimoog e o modular Roland System-700 Laboratory, o compositor lançou 17 álbuns e participou de 14 coletâneas, sendo 6 internacionais. A música é melódica, majestosa, épica, formada por texturas orquestrais criadas por sintetizadores, vocoder, vozes, sequências eletrônicas e percussão. Uma música cósmica e de grande elevação espiritual.

## Biografia

### 1980
Aos 13 anos começou a trabalhar na maior rádio local com seu pai Eloy Fritsch. Trabalhando na discoteca da rádio tomou contato com diversos estilos musicais. Decidiu estudar música e criar uma banda com seus colegas de colégio. Em 1983 o Apocalypse estava formado e apresentava-se em toda a região da serra gaúcha. Fritsch estudava piano e tocava nos ensaios do Apocalypse com o órgão do colégio até que comprou seu primeiro sintetizador, o Korg MS-10. Com este sintetizador analógico e outros intrumentos locados realizou, em 1984, seus primeiros estudos de música eletrônica.
Fritsch estuda piano, cello, violão, participa do coral e da orquestra de sua cidade natal Caxias do Sul, mas seu maior interesse estava voltado para a computer music e o seu grupo de rock progressivo. Após conquistar importantes prêmios em festivais regionais, o grupo Apocalypse participa de uma coletânea em 1989. Fritsch grava com seu grupo em 1990 o LP chamado APOCALYPSE e realiza diversas apresentações musicais.

### 1990
Em 1993 Fritsch adquiriu um computador Atari ST 1040 que utiliza para realizar seu mestrado e compor o primeiro álbum chamado Dreams, lançado em 1996. A música foi influenciada por filmes de ficção científica e a paixão de Fritsch pelo espaço é perfeitamente identificada em sua música. O sentimento do compositor em relação à possibilidade de não estarmos sós no Universo, o fato de não compreendermos nossa existência, o nosso pouco conhecimento sobre o magnífico Cosmos e as surpresas que nos aguardam no futuro, é transformado em música. Todo esse sentimento aliado aos recursos tecnológicos de  seqüenciadores e teclados motivaram ainda mais à realização de suas primeiras composições com sintetizadores.
Após a gravação dos álbuns de rock progressivo Perto do Amanhecer (1995) e Aurora dos Sonhos (1996) com o Apocalypse, Fritsch cria seu próprio estúdio de composição com vários sintetizadores e assina contrato com a gravadora Atração de São Paulo para o lançamento de seu álbum Behind the Walls of Imagination.
Com a boa recepção dos álbuns progressivos do Apocalypse na Europa, Eloy Fritsch assinou contrato com a gravadora MUSEA, da França, para lançar o álbum SPACE MUSIC, pela DREAMING - divisão de música eletrônica..
Após concluir seu doutorado com a tese na área da Computer Music, assumiu como professor de música eletrônica na universidade e inicia a construção do CME - Centro de Música Eletrônica do Instituto de Artes da UFRGS.

### 2000
Paralelo a sua atividade acadêmica Fritsch continua seus projetos artísticos com o Apocalypse tocando no Planeta Atlântida e viajando para  o Rio de Janeiro para tocar no Rio Art Rock Festival e para os USA para tocar no Festival ProgDay1999.  Fritsch adquire o sintetizador modular Roland System-700 e realiza o álbum Cyberspace em 2000. Em 2001 lança o álbum Mythology inspirado nas lendas mitológicas dos vários povos da Terra. As imagens e o design gráfico foram criados pela  artista plástica U. Barreto. Destaque para as músicas Shiva e Atlantis que foram selecionadas para fazer parte das coletâneas holandesas de música eletrônica, E-dition # 13, E-dition # 14, respectivamente.
Em 2002, Fritsch compôs as suítes eletrônicas do álbum Atmosphere. O álbum conceitual foi feito em defesa da atmosfera do planeta Terra. Por isso várias imagens fascinantes, de formações gasosas, fazem parte da capa e encarte. Os climas e temas retratam as camadas atmosféricas  do nosso planeta, tipos de nuvens e a aurora boreal. Atmosphere é disco que une a música sinfônica e eletrônica, simulando coral e orquestra através de samples e sintetizadores. O álbum foi lançado em 2003 e a composição Ionosphere foi selecionada para a coletânea espanhola Margen - Music from the Edge Vol. 6 .
Neste mesmo ano, Fritsch finaliza as instalações do  Centro de Música Eletrônica (CME) da UFRGS e realiza a inauguração. O CME disponibiliza três laboratórios de música eletroacústica com os mais avançados recursos para composição por computador. Fritsch inicia, com sua equipe de pesquisa e extensão, uma série de concertos de música acusmática com a orquestra de alto-falantes da UFRGS, apresentando-se composições em diferentes teatros e auditórios da universidade.
Em 2003, Fritsch finaliza as gravações do álbum Landscapes que acaba sendo lançado somente em 2005. Com temas mais curtos e influenciados pelo progressivo, Fritsch apresenta quase que um retorno ao CD Behind the Walls of Imagination. Alexandre Bandeira, que já havia participado da produção do álbum de 1997, novamente é escolhido para fazer a capa e os encartes. A arte magnífica retrata as paisagens imaginárias da música de Fritsch.  A faixa Andromeda torna-se o destaque desse disco sendo escolhida para duas coletâneas: a argentina Compact Mellotron 34 e holandesa Edition #15. Posteriormente, uma versão reduzida da música Andromeda é lançada em videoclipe.
Em 2006, Fritsch lança pela DREAMING (divisão de música eletrônica da gravadora francesa MUSEA), Past and Future Sounds (1996 – 2006). Uma coletânea comemorativa aos 10 anos do projeto de composição de música instrumental eletrônica. O álbum contém músicas dos sete CDs e mais quatro composições realizadas em 2005.  A Suite  The Garden of Emotions torna-se um dos destaques do CD sendo selecionada para duas coletâneas: a brasileira Brasil Instrumental 2006 e holandesa Edition #5.
Fritsch é autor do Livro e DVD Música Eletrônica - Uma Introdução Ilustrada lançado pela Editora da UFRGS recebendo o Prêmio Açorianos de Música 2008. O compositor gaúcho compôs trilhas para televisão, rádio, teatro e instalações. Suas composições são utilizadas em documentários e aberturas de programas na televisão.
Com a banda Apocalypse foi escolhido melhor tecladista do festival Proday99 nos USA, melhor instrumentista do Festpop, tendo gravado 12 álbuns e 3 DVDs. Com o Apocalypse também abriu os shows do Uriah Heep no Rio de Janeiro e do Yes em Porto Alegre, e recebeu a Menção Especial do Prêmio Açorianos de Música pelos 25 anos de carreira do Apocalypse.
2010
Em 2012 lançou o décimo CD da carreira intitulado Exogenesis contendo a suite eletrônica de mesmo nome em 4 movimentos inspirados na gênese do Universo. Unindo o sinfônico e o eletrônico, mas sem esquecer os instrumentos étnicos, o compositor de música New Age utiliza a alta tecnologia a serviço das emoções. As  imagens do CD foram criadas por artistas europeus especializados em ilustrações  de ficção científica Maciej Rebisz e Mirek Drozd e remetem à criação do cosmos e a existência de outras formas de vida.
Em 2014 lança o álbum Spiritual Energy  que reúne trilhas sonoras realizadas para cinema, video, e teatro. Além das trilhas o compositor apresenta outras composições totalizando 17 temas com ênfase nas melodias realizadas em teclados eletrônicos e texturas orquestrais que vão desde momentos épicos até suaves passagens instrumentais.As imagens do álbum ficam a cargo novamente de Maciej Rebisz .
Em 2017 é lançado o álbum Sailing to the Edge em que o estilo predominante é o rock progressivo instrumental com ênfase no sintetizador moog, bateria e o baixo nas faixas The Spy, The Rising Sun, The Flying Caravel, e Telepaty se aproximando das suas composições instrumentais realizadas no grupo de rock progressivo brasileiro Apocalypse. Entretanto o compositor abre espaço para a música sinfônica nas faixas Sailing to the Edge Overture e The Wizard, eletrônica na faixa Mind Uploading e new age na faixa Floating Castle. Todos os elementos da música de Eloy Fritsch estão presentes neste álbum: timbres provenientes de sintetizadores, lindas melodias, passagens majestosas e energéticas, ritmos com bateria, percussão e orquestração eletrônica em larga escala. Pode ser considerado o álbum mais progrock do tecladista com direito a utilização do keytar nas músicas Liberty e Alchemy. Fritsch também utiliza o Moog Theremini para produzir uma sonoridade eletrônica no épico de mais de 10 minutos intitulada The Time Barrier, última faixa do álbum.

## Discografia

### Com oApocalypse
- Apocalypse (1991 ACIT / Brasil)
- Perto do Amanhecer (1995/ Musea / França)
- Aurora dos Sonhos (1996 / Musea / França))
- Lendas Encantadas (1997 / Musea / França)
- The Best of Apocalypse (1998, Atração / Brasil)
- Perto do Amanhecer (2000, relançamento / Rock Symphony / Brasil)
- Live in USA (2001, duplo ao vivo, Rock Symphony / Brasil)
- Refugio (2003/ Musea / Rock Symphony / Musea / França)
- Magic (2004, EP, download free from their web site)
- Live in Rio (2007 / Rock Symphony / Musea / Brasil / França )
- DVD Live in Rio (2007 / Rock Symphony / Musea / Brasil / França )
- The Bridge of Light (2008 / Free Mind / Musea / Brasil / França )
- Magic Spells (2010 / Finaciarte)
- DVD The Apocalypse 25th Anniversary Concert (2011 / Finaciarte)
- 2012 Light Years from Home (2011 / Financiarte)
- DVD The Bridge of Light (2013 / Musea / França)

### Projeto de música eletrônica instrumental
- Dreams (1996 / Brasil)
- Behind the Walls of Imagination (1997 / Atração / Brasil)
- Space Music (1999 / Musea / França)
- Cyberspace (2000 / Rock Symphony / Brasil)
- Mythology (2001 / Rock Symphony / Musea / Brasil / França)
- Atmosphere - Electronic Suite (2003 / Rock Symphony / Musea Brasil / França)
- Landscapes (2005 / Rock Symphony / Musea / Brasil / França)
- Past and Future Sounds - 1996-2006 (2006 /  Musea / Dreaming / França)
- The Garden of Emotions (2009 /  Musea / Sonhos e Sons / França / Brasil)
- Exogenesis (2012 /  Musea / Dreaming / França)
- Spiritual Energy (2014 /  Musea / Parallele / França)
- Sailing to the Edge (2017 / Brasil)
- Journey to the Future (2019 / Groove / Países Baixos)
- Moment in Paradise (2020 / Brasil)
- Cosmic Light (2021 / Groove / Países Baixos)
- Epic Synthesizer Music Vol.1 (2023 / Groove / Paìses Baixos)
- Epic Synthesizer Music Vol.2 (2003 / Brasil)

### Participações em coletâneas

#### Nacionais
- Planeta Nova Era Vol. 7 (1997) Track: Lake of Peace Movement 1 and 2
- Planeta Nova Era Vol. 13 (1999) Track: Cosmic Winds
- Planeta Nova Era Vol. 14 (1999) Track: Starlight
- Brasil Instrumental 2006 (2006) Track: The Garden of Emotions Suite
- Coletânea Brasileira de Música Eletroacústica (2009) Track: Synthetic Horizon

#### Internacionais
- Margen - Music from the Edge Vol. 6 (2002 / Espanha) Track: Ionosphere
- Edition #5 (2005 / Países Baixos) Track: The Garden of Emotions Suite
- Compact Mellotron 34 (2006 / Argentina) Track: Andromeda
- Edition #13 (2006 / Países Baixos) Track: Shiva
- Edition #14 (2006 / Países Baixos) Track: Atlantis
- Edition #15 (2006 / Países Baixos) Track: Andromeda
- Schwingungen Radio auf CD - Edition Nr.210 11/12. (2012) Track: Moonwalk
- Schwingungen Radio auf CD - Edition Nr.290 07/19. (2019) Track: Mermaids Island
- Schwingungen Radio auf CD - Edition Nr.308 01/21. (2021) Track: Spacetime

#### Livro e DVD
- Música Eletrônica - Uma Introdução Ilustrada, Editora da UFRGS, 2008.

## Prêmios e indicações

### Prêmio Açorianos
| Ano  | Categoria               | Indicação          | Resultado |
| ---- | ----------------------- | ------------------ | --------- |
| 2000 | Disco Instrumental      | Cyberspace         | Indicado  |
| 2001 | Compositor de Pop/Rock  | Eloy Fritsch       | Indicado  |
| 2012 | Compositor Instrumental | Eloy Fritsch       | Indicado  |
| 2014 | Compositor Erudito      | Eloy Fritsch       | Indicado  |
| 2021 | Instrumentista de Pop   | Eloy Fritsch       | Venceu    |
| 2021 | Compositor de Pop       | Eloy Fritsch       | Indicado  |
| 2021 | Álbum de Pop            | Moment in Paradise | Indicado  |
| 2022 | Instrumentista de Pop   | Eloy Fritsch       | Indicado  |

- 1978 - Menção Honrosa - Colégio Nossa Senhora do Carmo
- 1989 - Melhor performance e melhor composição - Circuito de Rock
- 1989 - Melhor composição - Festpop
- 1989 - Melhor Instrumentista - Festpop
- 1995 - Menção Honrosa - Universidade Luterana do Brasil
- 2009 - Troféu Vasco Prado - Universidade de Passo Fundo
- 2014 - Melhor Trilha Sonora - Cineserra – Festival do Audiovisual da Serra Gaúcha